# غوشنة هنغارية
غوشنة هنغارية (الاسم العلمي: Morchella hungarica) هي نوع من الفطريات يتبع جنس الغوشنة من الفصيلة الغوشنية.